# My Son
Mỹ Sơn är ett tempelkomplex i provinsen Quang Nam i Vietnam, 69km sydväst om Danang. Under Champariket var det en kejserlig stad.
Komplexet uppfördes från 300-talet och fram till 1100-talet. Helgedomen är ett stort komplex av religiösa byggnader med mer än 70 arkitektoniska arbeten. Det inkluderar ett antal tempel och torn sammankopplade till varandra genom en komplicerad design av röd tegelsten. Monumenten har varit utsatta för plundring och under Vietnamkriget användes monumenten av FNL som bas och flera förstördes av amerikanska bombningar.
Huvudkomponenten i designen är tornet, byggt för att spegla olika gudars gudomliga hemvist (särskild guden Shiva). Arkitekturen påminner om den i andra hinduiska tempelområden som till exempel Angkor i Kambodja.
Cham-arkitekturen i My Son är en av huvudattraktionerna i provinsen Quang Nam och turistbussar går från Hoi An.